# 大垣元八幡宮
大垣元八幡宮（おおがきもとはちまんぐう）は、岐阜県大垣市にある神社（八幡神社）。現在の名称は神明神社であるが、大垣八幡神社の元の所在地であるため、元八幡宮とも呼ばれる。
かつては、大垣祭のすべての山車はここに挨拶をしていたという。現在は、祭りの前々日～土曜日までに三輌山車を中心にいくつかの山車が挨拶を行う。

## 祭神
- 天照大神

## 沿革
建武年間、東大寺の荘園大井荘であった美濃国安八郡大井（現大垣市）に、東大寺の鎮護神である手向山八幡宮を歓請したのが始まりという。
1451年（宝徳3年）、八幡神社は現在の大垣市西外側町に移転。時期は不明であるが跡地に神明神社が創建された。

## 所在地
- 岐阜県大垣市藤江町3

## 交通機関
- 東海道本線、養老鉄道養老線、樽見鉄道大垣駅より徒歩15分。
- 養老鉄道養老線西大垣駅より徒歩20分。

## 昔話
- ある日、使いの一人が美濃国安八郡室村（現、大垣市室村町）に宿泊したさい、夢の中に八幡神が現れ、「私はこの地が気に入った。この先もずっとこの地に住もう。」と告げたという。慌てた使者は近隣を探したところ、安八郡藤江村（現、大垣市藤江町）の林の中で御神体を発見する。この地に御神体を祀る八幡神社を創建したという。